# Збори прописів з «Залу трьох раритетів»
Збори прописів з «Залу трьох раритетів» (三希堂法帖 Саньсітан фа тє) - величезний проєкт по збереженню та класифікації китайської каліграфії з палацевої скарбниці, виконаний за наказом імператора Цяньлуна у 12-й рік його правління (1747, дин. Цін).
Збірка включила роботи 135 видатних майстрів, від Чжуна Ю (2-3 ст., Хань-Вей) до Дуна Цічана (17 ст., дин. Мін). Відповідальний редактор: Лян Шичжен 梁詩正 (1697－1763).
У 1755 (20-й рік імператора Цяньлуна) вийшло продовження проєкту.